# Thirty Meter Telescope

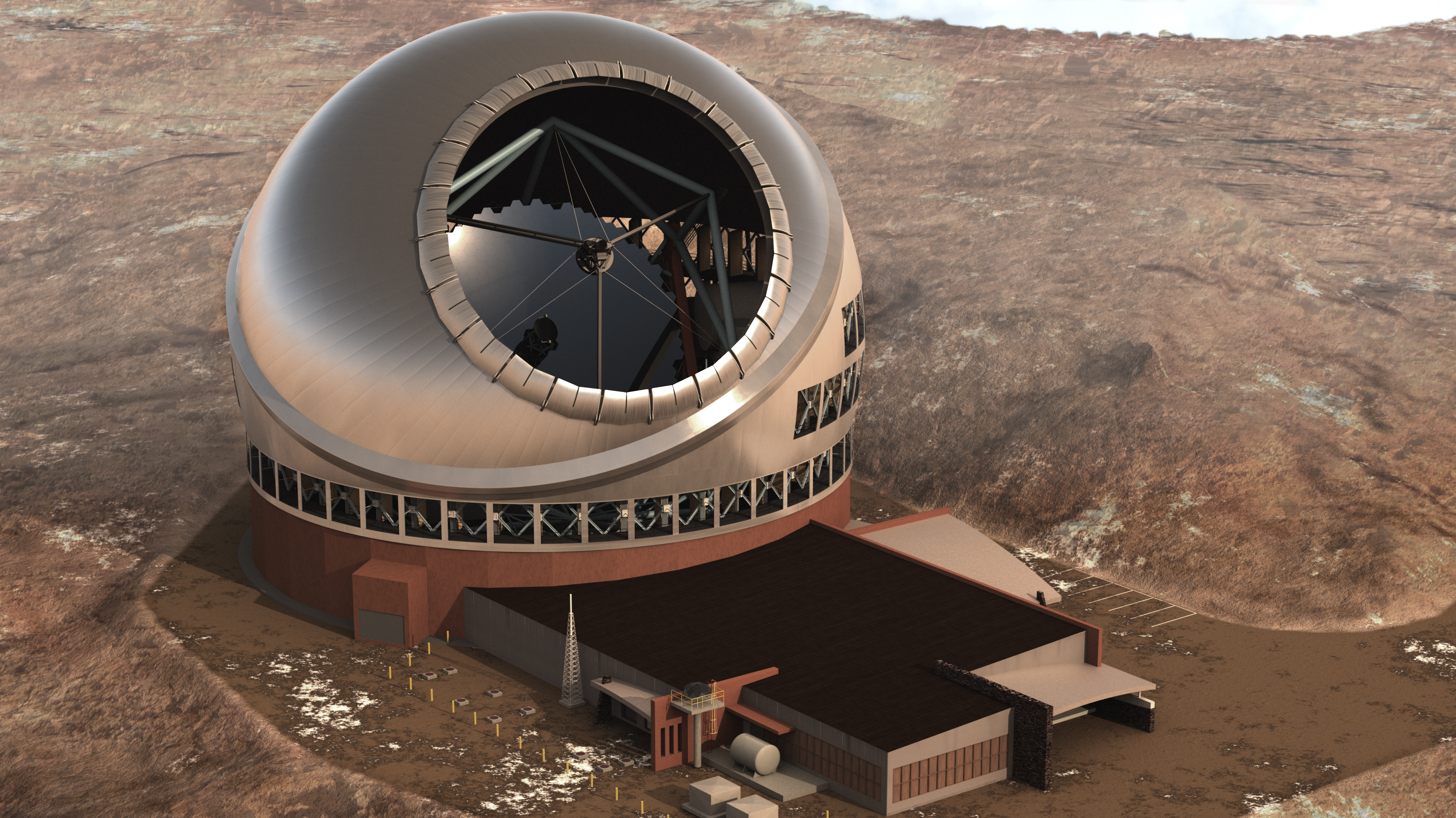
De Thirty Meter Telescope (afbeelding gegenereerd vanuit een 3D-ontwerp)

De Thirty Meter Telescope (TMT) wordt een spiegeltelescoop met een gesegmenteerde hoofdspiegel van 30 meter diameter op Mauna Kea, geschikt voor waarnemingen in het gebied van nabije ultraviolet tot nabije infrarood (0,31 μm tot 28 μm). Adaptieve optiek corrigeert voor onscherpte ten gevolge van de aardatmosfeer. Bij golflengtes langer dan 0,8 μm maakt deze correctie waarneming mogelijk met een resolutie van tienmaal die van de ruimtetelescoop Hubble. De TMT zal een gevoeligheid hebben van 10 maal (bij natuurlijke seeing) tot 100 maal (met adaptieve optiek) die van bestaande op aarde gestationeerde telescopen.

## Ontwikkeling
De ontwikkeling van de TMT begint in de jaren 1990 onder de naam California Extremely Large Telescope, en na een positieve respons werd de ontwikkeling doorgezet. De projectnaam werd rond 2003 gewijzigd in Thirty Meter Telescope toen het aantal deelnemende instellingen groeide. Een beschrijving van het ontwerp voor de TMT is te vinden in het TMT Construction Proposal (2007).

### Telescoop

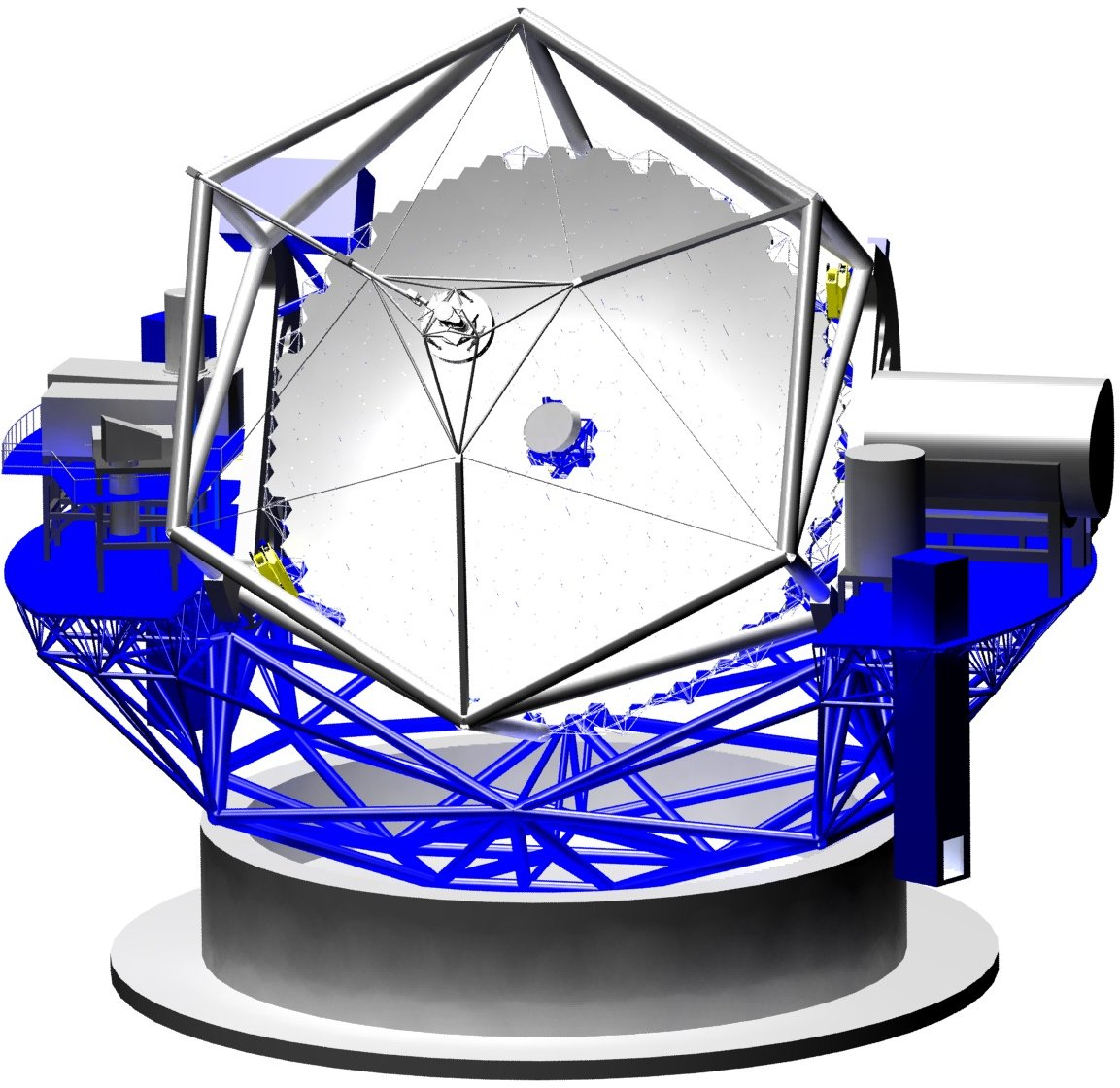
Ontwerp Thirty Meter Telescope (eind 2007)

Het hart van het TMT-observatorium zal worden gevormd door een Ritchey-Chrétientelescoop met een hoofdspiegel van 30 m diameter, die uit 492 hexagonale spiegelsegmenten van 1,4 m zal bestaan. Van ieder segment zal zowel de vorm als de positie ten opzichte van naburige segmenten door middel van actieve optiek worden bestuurd.
Een secundaire spiegel van 3 m levert een ongehinderd beeldveld met een diameter van 20 boogminuten, met een apertuur van f/15. Een tertiaire spiegel zal het licht naar de meetapparatuur op verschillende grote Nasmyth-platforms sturen. De vorm van elk van deze spiegels zal met behulp van actieve optiek worden bestuurd.
De telescoop krijgt een altazimut-montering. Deze zal in staat zijn de telescoop binnen 5 minuten op ieder willekeurig punt van de hemel te richten, met een nauwkeurigheid van minimaal 2,0 boogseconden. Wanneer het hemelobject in beeld is, kan de telescoop het met een nauwkeurigheid van enkele milliboogseconden volgen.
Het bewegende deel van de TMT, inclusief de instrumenten, bedraagt bijna 2000 ton.
Het ontwerp is afgeleid van dat van de succesvolle Keck-telescopen.

### Adaptieve optiek
De telescoop zal gebruikmaken van adaptieve optiek. Deze meet met behulp van een al dan niet kunstmatige zogenaamde volgster de vervormingen van het golffront ten gevolge van luchtturbulenties. Op basis van deze metingen corrigeert het systeem enkele honderden malen per seconden de vorm van de spiegel om deze golffrontvervormingen te compenseren.

### Wetenschappelijke instrumenten

#### Aanvankelijke mogelijkheden
Wanneer de TMT zijn eerste licht krijgt, zullen er drie instrumenten beschikbaar zijn:
- De Wide Field Optical Spectrometer (WFOS) (optische spectrometer voor een groot beeldveld) maakt afbeeldingen en spectroscopische opnamen in het nabije ultraviolet en het zichtbare gebied (0,3...1,0 μm), over een beeldveld van meer dan 40 boogminuten in het vierkant. Met hoge nauwkeurigheid uitgesneden brandvlakmaskers kan de WFOS waarnemingen met grote spleetlengte doen aan afzonderlijke objecten zowel als aan honderden objecten tegelijk. De WFOS zal beelden gebruiken met natuurlijke (ongecorrigeerde) seeing.
- De Infrared Imaging Spectrometer (IRIS) zal worden gebruik met het adaptieve-optieksysteem. Het zal in staat zijn diffractiebegrensde beelden kunnen maken en integraalveldspectroscopie kunnen verrichten bij nabije-infrarode golflengten (0,8...2,5 μm).
- De Infrared Multi-object Spectrometer (IRMS) kan bijna-diffractiebegrensde beelden maken en spleetspectroscopie verrichten over een beeldveld met een diameter van 2 boogminuten bij nabij-infrarode golflengten (0,8...2,5 μm).

#### Verdere mogelijkheden voor de eerste tien jaar
Ten behoeve van de planning heeft TMT concepten ontwikkeld voor zes andere instrumenten die in de loop van de eerste tien jaar van de telescoop gebruikt zullen worden. Deze plannen zullen ongeveer eens per twee jaar worden bekeken en zo nodig bijgewerkt.
De volgende mogelijkheden worden, in willekeurige volgorde, overwogen:
- Met extreeme hoog contrast (1 : 108 bij 1,65 μm) exoplaneten afbeelden en er spectrografische metingen aan verrichten bij nabij-infrarode golflengten.
- Diffractiebegrensde echelle-spectroscopie (spectrale resolutie ~ 25.000) bij nabij-infrarode golflengten (1,0...2,5 μm)
- Diffractiebegrensde echelle-spectroscopie (spectrale resolutie ~ 50,000) bij midden-infrarode golflengten (8...28 μm)
- Astrometrische afbeeldingen van hoge nauwkeurigheid (~ 0,01 boogseconde), en astrometrische afbeeldingen (<< 0,001 boogseconde) bij nabij-infrarode golflengten (1,0...2,5 μm)
- Meervoudige integraalveldspectrometers, bruikbaar over een beeldveld met een diameter van meer dan 5 boogminuten, elk met afzondrlijke adaptieve-optiekcorrectie, bij nabij-infrarode golflengten (1,0...2,5 μm)

## Locatie
Na uitvoerige evaluatie van een vijftal potentiële locaties, heeft de directie van TMT op 21 juli 2009 besloten dat Mauna Kea de voorkeurslocatie zal zijn.
De uiteindelijke beslissing was gebaseerd op een combinatie van wetenschappelijke, financiële en politieke criteria. Ook plaatselijke culturele gevoeligheden speelden een belangrijke rol bij de keus. Op 28 februari 2011 is aan de Universiteit van Hawaï toestemming verleend het aangewezen gebied te gebruiken voor de bouw van de telescoop.
In oktober 2016 werd bekendgemaakt dat in het geval de bouw van de TMT op Mauna Kea niet door kan gaan, de alternatieve locatie het Observatorium Roque de los Muchachos op La Palma is.

## Bouw

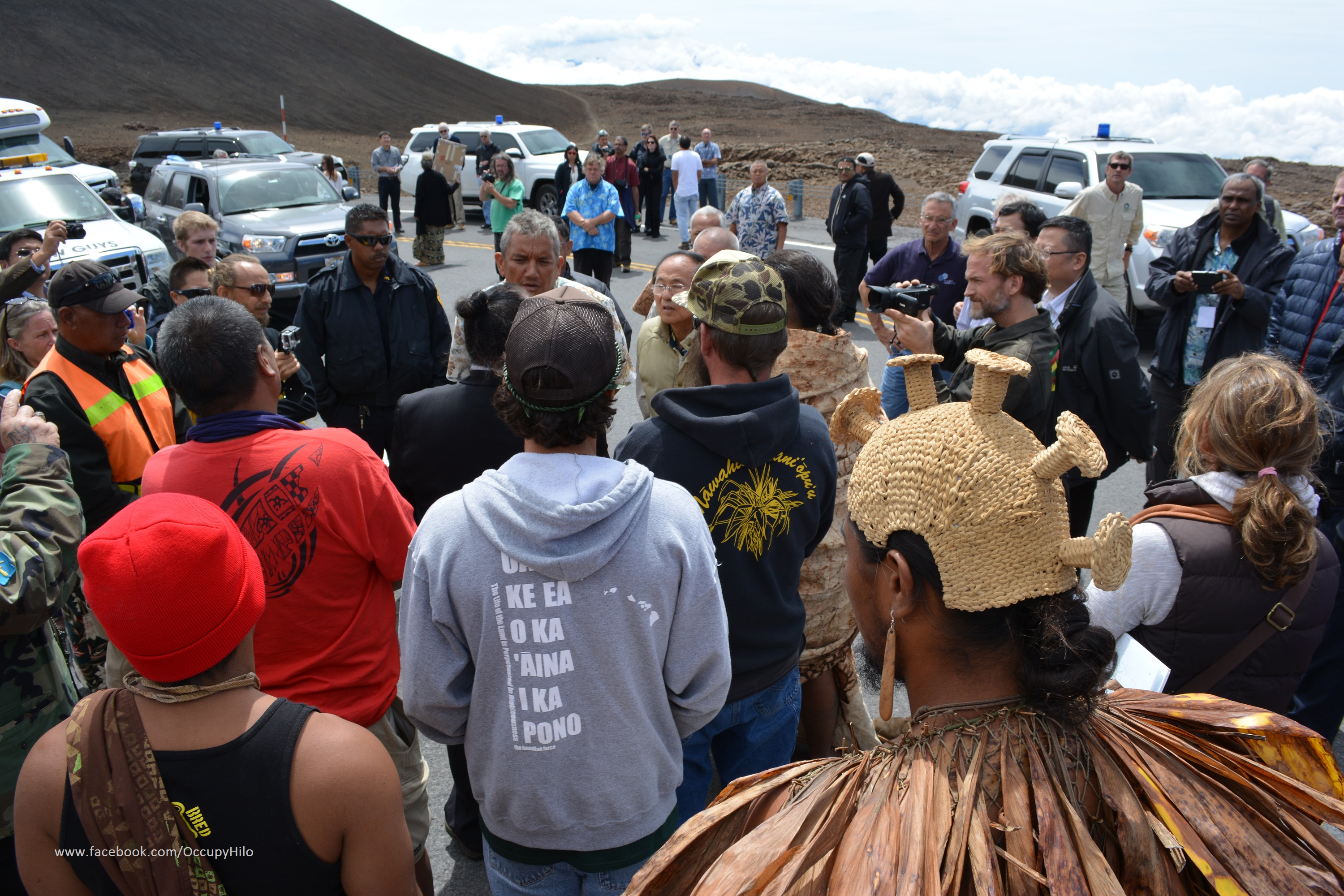
Protesten tegen de bouw van de telescoop

Op 7 oktober 2014 was de groundbreaking en blessing van de telescoop gepland op Mauna Kea. De ceremonie werd echter verstoord door tegenstanders van de TMT (bestaande uit groepen oorspronkelijke Hawaïanen voor wie Mauna Kea een heilige berg is en groepen natuurbeschermers).
In maart en in juni 2015 hebben tegenstanders van de TMT door de weg te blokkeren voorkomen dat met grondwerkzaamheden werd begonnen.
Op 2 december 2015 besloot het hooggerechtshof van de staat Hawaï dat de toestemming voor de bouw onterecht was verleend en eerst hoorzittingen moeten worden gehouden om argumenten van tegenstanders aan te horen. 
Deze hoorzittingen zijn gehouden in 2017, waarna een lagere rechtbank de bouw toestond. In hoger beroep was het hooggerechtshof van Hawaï op 30 oktober 2018 het hiermee eens en zou de bouw van de telescoop kunnen beginnen.
Op 17 juli 2019 werd opnieuw geprobeerd te beginnen met de bouw, maar dit werd weer voorkomen door protesten.

## Partners
De TMT Observatory Corporation is en partnerschap van:
- Association of Canadian Universities for Research in Astronomy (ACURA) https://web.archive.org/web/20201201030018/http://universityastronomy.ca/
- California Institute of Technology (Caltech)
- Universiteit van Californië (UC)
- Canadian Universities for Research in Astronomy

Ook nemen deel:
- National Astronomical Observatory of Japan
- National Astronomical Observatories of the Chinese Academy of Sciences
- Department of Science and Technology of India

Verder heeft TMT fondsen ontvangen van verschillende publieke en private organisaties.